# Połuknia (gmina)
Gmina Połuknia (lit. Paluknio seniūnija) – gmina w rejonie trockim okręgu wileńskiego na Litwie. Siedzibą gminy jest wieś Połuknia.